# Violet Schiff
 Violet Schiff, Geburtsname Violet Zillah Beddington, (* 20. August 1874 in London; † 2. Juli 1962) war eine prominente Dame der Londoner und Pariser Gesellschaft nach der Jahrhundertwende und eine Kunst- und Literaturmäzenin.

## Leben
Violet wurde als jüngstes von acht Kindern des reichen Wollfabrikanten und Finanzmanns Samuel Beddington geboren. Violet wuchs in einer musikliebenden Familie auf. Im Haus der Familie am Hyde Park Square 21 waren die Stars der damaligen Zeit während ihrer Auftritte in London zu Gast, darunter Enrico Caruso, Nellie Melba und Giacomo Puccini. Paolo Tosti, Musikmeister der königlichen Familie, war der Gesangslehrer der Beddington-Töchter.
Violet war als 21-Jährige von dem 33 Jahre älteren Arthur Sullivan umworben worden, die Beziehung endete jedoch unglücklich. 1911 heiratete sie den britischen Autor und Übersetzer  Sidney Schiff (1868–1944), nachdem er sich von seiner Frau, der Amerikanerin Marion Fulton Canine, hatte scheiden lassen. Sidney veröffentlichte seine Arbeiten unter dem Pseudonym Stephen Hudson. Er stammte wie sie selbst aus einer wohlhabenden Familie. Violet war im jüdischen Glauben aufgewachsen und erzogen worden, Sidney Schiff war ebenfalls jüdischer Herkunft, er selbst war aber, wie seine Mutter, anglikanisch getauft worden.
Die Schiffs lebten abwechselnd in England, in Paris und in ihrem Haus in Roquebrune. Seit den 20er Jahren waren sie eng befreundet mit Katherine Mansfield, Wyndham Lewis und T. S. Eliot, die häufig ihre Gäste waren und mit denen sie einen regen Briefwechsel führten.
1934 bezogen die Schiffs ein Haus in Dorking im Südosten von England. Im August 1944 wurde das Haus von einer deutschen Bombe getroffen. Violet wurde bei dem Angriff schwer verletzt, und Schiff starb zwei Monate später an Herzversagen. Violet überlebte ihren Mann um 18 Jahre.

### Freundschaft mit Marcel Proust
1919 trafen die Schiffs, die Prousts Roman „In Swanns Welt“ (1913) „mit Begeisterung“ gelesen hatten, zum ersten Mal im Pariser Hotel Ritz mit Proust zusammen. Proust lud sie anschließend in seine Wohnung ein, das Gespräch dauerte bis in die Morgenstunden, und der Kontakt, der vor allem über Briefe aufrechterhalten wurde, riss seit diesem Zeitpunkt nicht mehr ab. Proust widmete Sidney und Violet Schiff die Erstausgabe von „Sodom und Gomorrah“ (1921/22). Er empfahl Sidney Schiff seinem Verleger Gallimard, der Übersetzungen von Novellen und Erzählungen Schiffs in seinem Verlag herausbrachte.
Am 18. Mai 1922 hatte Igor Strawinskys Ballett „Le Renard“ an der Pariser Oper Premiere. Produziert wurde das Stück von Sergei Diaghilews Ballets russes mit Nijinsky in der Hauptrolle. Auf Einladung der Schiffs trafen sich Strawinsky, Diaghilew, Picasso und Proust anschließend zur Premierenfeier mit ausgewählten Gästen in einem Salon des Hotel Majestic. Fünfter Ehrengast war James Joyce, der betrunken zur Party kam und den Proust später in seinem Taxi am Hotel absetzen ließ. Diese einzige Begegnung der beiden großen Autoren, die sich laut Ohrenzeugen angeregt über ihre Krankheiten austauschten, blieb ohne persönliche oder literarische Folgen.
Unter seinem Pseudonym Stephen Hudson vollendete Schiff die Übersetzung des letzten Bandes der Recherche ins Englische, nachdem der Übersetzer Scott-Moncrieff verstorben war.

## Briefwechsel
Violet und Sidney Schiff unterhielten Briefwechsel mit Richard Aldington, Frederick Delius, T. S. Eliot, James Joyce, Aldous Huxley, D. H. Lawrence, Wyndham Lewis, Katherine Mansfield, Edwin und Willa Muir, dem Schriftsteller John Middleton Murry (1889–1957), Oskar Kokoschka, dem Maler John Nash (1893–1977), den Sitwells und Sylvia Townsend Warner.
Violets Korrespondenz mit Marcel Proust begann im April 1919, kurz nachdem sie ihn kennengelernt hatte, und endet am 18. November 1922, zwei Monate vor Prousts Tod. Erhalten sind 950 von Proust an sie und gelegentlich auch an ihren Mann adressierte Briefe.

## Übersetzungen
Violet Schiff übersetzte Raymond Radiguets Roman Le bal du Comte d'Orgel 1952 ins Englische.

## Familie
Violets Schwester war die englische Romanautorin Ada Leverson, die seit 1892 eng mit Oscar Wilde befreundet war. Er nannte sie seine „Sphinx“ (oder „Gilded Sphinx of Golden Memory“). Ada war eine der wenigen Londoner, die sich auch nach seiner Verurteilung loyal zu ihm verhielten. Ihre Schwester Sybil Seligman (1868–1936) hatte 1904 in London eine kurze Affäre mit Giacomo Puccini und blieb ihr Leben lang mit ihm befreundet.